# Seguro Social Campesino
El Seguro Social Campesino (SSC)  es un régimen especial del seguro universal obligatorio del IESS que  protege a la población del sector rural y a las personas dedicadas a la pesca artesanal del Ecuador. Se financia con el aporte solidario de las personas aseguradas y empleadores del sistema de seguridad social general.

## Historia
Para extender los beneficios de la seguridad social a la población rural del Ecuador, en 1968 El instituto Nacional de Previsión (INP) aprobó el Plan Piloto de seguridad Social Campesina para atender a la probación campesina, en beneficio de la seguridad social ecuatoriana, pues desde 1935 ya había en el país legislación sobre este tema,  que en ese entonces era mayor que la urbana, Mediante el decreto supremo Nº18, expedido el 5 de diciembre de ese año, el jefe supremo de la república dispuso la creación de un timbre especial de correos denominado: "Seguro Social del Campesino" por tres centavos de sucre, destinado para el futuro fondo de los campesinos a la Caja del Seguro.
El 28 de agosto de 1968 el IESS puso en marcha el plan piloto del Seguro Social Campesino, que se inició con cuatro comunidades campesinas: Guabug en la provincia de Chimborazo; Yanayacu en la provincia de Imbabura; Palmar en la provincia del Guayas (hoy Santa Elena); y, La Pila en Manabí.  Se incorporaron 614 familias del área rural a este nuevo sistema de seguridad social implementado en el país. Una técnica del departamento actuarial del INP Fabiola Cuvi Ortíz, ideóloga y fundadora del nuevo sistema, preparó un proyecto para incorporar a los campesinos a la seguridad social. Después de haber pasado 26 años sin que los legisladores del Seguro Social puedan cumplir el artículo 6 de los estatutos del Seguro Social Obligatorio de 1942, porque intentaban incorporar a este grupo social humano por el mismo “Sistema del Seguro Social Obligatorio”, sin considerar que este sector no existe la relación laboral afiliado-patrono. Lo cual tenía que idear un sistema nuevo, realizó exhaustivos estudios técnicos, bibliográficos y de campo. Se descubrió un sujeto de afiliación, la comuna campesina jurídicamente organizada que sería la afiliada y el patrono sería el presidente de la comuna, quien recaudaría las cuotas de los jefes de familia censados y las depositaría como aportes en el Seguro Social. Fue puesto en vigencia por las autoridades del Seguro Social ecuatoriano, con asesoría de la Organización Iberoamericana de Seguridad Social (OISS).
El 20 de noviembre de 1981, por Decreto Legislativo se dictó la Ley de Extensión del Seguro Social Campesino. Debido al crecimiento y a la expansión acelerado de este seguro en los años 80, nuevos problemas en su ámbito administrativo, derivados, entre otras causas, de la organización gremial de sus trabajadores. En agosto de 1983 se formó la Asociación Nacional de Médicos y Odontólogos del Seguro Social Campesino (ANAMOSSC), y tiempo después, en agosto de 1985, el Sindicato Nacional de Auxiliares de Enfermería del Seguro Social Campesino Ecuatoriano (SINAESSCAE).
En el año 2006, el Seguro Social Campesino tenía 175.000 afiliados alcanzando los 670.000 beneficiarios que recibían servicios precarios. En el año 2016 (junio) son 391.308 mil afiliados que con sus familias suman 1'227.734 beneficiarios en todo el país, es decir se ha más que duplicado el número de afiliados y por lo tanto de beneficiarios. Hasta el año 2016 (julio) el SSC registra 659 dispensarios, distribuidos en las 24 provincias del país, con una población beneficiada de más de un millón doscientos mil campesinos y pescadores artesanales.
En 2018 la pensión para los jubilados del Seguro Campesino se incrementó de $ 65 a $ 100, con un aporte mensual por 2,31 dólares mensuales, cubre la atención médica en primer nivel, de toda la familia. Hasta junio de 2018 el Seguro Campesino registraba 659 dispensarios, 3.565 organizaciones, en estos puntos trabajan 744 médicos, 617 odontólogos, 19 obstetras, 753 auxiliares de enfermería y dos psicólogos distribuidos en las 24 provincias del país.

## Afiliación al SSC
Pueden afiliarse al  Régimen del Seguro Social Campesino:
- Las personas  cuya residencia se encuentre ubicada en el área rural.
- Los  pescadores artesanales.
- Las personas que no se benefician de la protección del Seguro Universal Obligatorio.
- Las personas que no reciban remuneración de un empleador.
- Que no se hayan convertido en empleador permanente.

## Afiliación de la Organización
- Presentar una solicitud por escrito para la afiliación de los miembros de su organización.
- La organización debe estar ubicada en el área rural.
- La mayoría de sus miembros debe expresar su voluntad de asegurarse.
- El diagnóstico comunitario debe ser aprobado por la Subdirección de Aseguramiento y Control de Prestaciones de este Seguro.
- Autorización de la Dirección del Seguro Social Campesino.
- La solicitud y documentos deben presentarse en los dispensarios del Seguro Social Campesino de cada provincia.

## Prestaciones y servicios
Todos los miembros del grupo familiar que dependan económicamente de un jefe de familia. (la persona reconocida como autoridad por el resto del grupo).
- Prestaciones de salud en los dispensarios médicos.
- Atención médica y de enfermería: prevención de la enfermedad, diagnóstico, recuperación y rehabilitación.
- Atención farmacéutica: entrega de medicamentos.
- Programas de prevención de salud.
- Exámenes de laboratorio.
- Atención odontológica.
- Atención y seguimiento del embarazo y postparto.
- Capacitación en prevención de enfermedades y fomento de prácticas saludables.
- Desarrollo comunitario: formación de huertos familiares, apicultura, etc.
- Servicios de terapia ocupacional para adultos mayores y personas con discapacidad.
- Jubilación por vejez y por invalidez.
- Auxilio para funerales

Jubilación por vejez
Se concede únicamente al jefe/a de familia afiliado que cumple con las condiciones de edad,  tiempo de aportes y resida en la comunidad. Consiste en el pago de 12 mensualidades al año. El monto es igual al 75% de la base referencial del salario básico unificado.
Requisitos:
Se encuentre entre los sesenta y cinco (65) y setenta (70) años de edad.
Por cada año después de los setenta (70) años de edad, se rebaja un (1) año de aportes, pero en ningún caso menos de cinco (5) años de aportes, según la siguiente escala:
| Edad         | Años de aporte |
| ------------ | -------------- |
| 65 a 70 años | 10             |
| 71 años      | 9              |
| 72 años      | 8              |
| 73 años      | 7              |
| 74 años      | 6              |
| 75 años      | 5              |

Jubilación por Invalidez
Se entrega exclusivamente al jefe/a de familia asegurado inválido en forma total y permanente. Se considera inválido al jefe de familia asegurado, que por enfermedad, alteración física o mental, padezca de incapacidad permanente y total, para procurarse por medio de su trabajo, su subsistencia y la de su familia, y siempre que registre un aporte mínimo de sesenta (60) imposiciones mensuales dentro de éste régimen, antes del inicio de la afección invalidante.
La incapacidad es determinada por la Comisión de Valuación de Incapacidades.  La pensión consiste en 12 mensualidades al año de acuerdo a la base referencial.
Auxilio para funerales
Se concede auxilio de funerales cuando fallece cualquiera de los miembros del grupo familiar, protegidos por el Seguro Social Campesino y es equivalente al 25% del Salario Básico Unificado, de conformidad al artículo 134,  literal c de la Ley de Seguridad Social.
Prestaciones de Desarrollo Comunitario
El Seguro Social Campesino también nos ayuda para el desarrollo de la comunidad a la que pertenecemos, mejorando nuestros ingresos y situación económica a través de capacitaciones y talleres sobre:
- Capacitación para implementación de huertos familiares y otros métodos agrícolas y pesqueros.
- Saneamiento ambiental y desarrollo comunitario.
- Atención a los adultos mayores y personas con discapacidad incluyéndoles en terapias ocupacionales, físicas y de rehabilitación.